# Рада Безпеки Російської Федерації
Рада Безпе́ки Російської Федера́ції, (РБ РФ) (рос. Совет Безопасности Российской Федерации) — конституційний дорадчий орган при Президенті Російської Федерації.

## Законодавча регламентація
Діє на підставі Конституції та відповідного Закону Російської федерації, а також Указів Президента РФ.

## Повноваження
1. Забезпечення умов для здійснення Президентом РФ повноважень у сфері забезпечення державної безпеки;
2. Формування державної політики в галузі забезпечення державної безпеки та контроль за її втіленням;
3. Прогнозування, виявлення, аналіз та оцінка загроз державній безпеці, оцінка військових загроз, розробка заходів по їх нівелюванню.[1]

## Керівництво
Наразі, Раду безпеки очолюють:
- Голова Ради Безпеки Російської Федерації  — Путін Володимир Володимирович — Президент Російської Федерації.
- Заступник голови Ради Безпеки Російської Федерації — Медведєв Дмитро Анатолійович.
- Секретар Ради Безпеки Російської Федерації — Шойгу Сергій Кужугетович.

## Члени Ради

### Члени Ради
1. Мішустін Михайло Володимирович — Голова Уряду Російської Федерації.
2. Бєлоусов Андрій Ремович — Міністр оборони Російської Федерації
3. Бортников Олександр Васильович — директор Федеральної служби безпеки Російської Федерації
4. Краснов Ігор Вікторович — Генеральний прокурор Російської Федерації
5. Вайно Антон Едуардович — керівник Адміністрації президента Росії
6. Володін В'ячеслав Вікторович — Голова Державної думи Російської Федерації
7. Іванов Сергій Борисович — Спеціальний представник президента РФ з питань природоохоронної діяльності та транспорту
8. Колокольцев Володимир Олександрович — Міністр внутрішніх справ Російської Федерації
9. Лавров Сергій Вікторович — Міністр закордонних справ Російської Федерації
10. Матвієнко Валентина Іванівна — Голова Ради Федерації Росії
11. Наришкін Сергій Євгенович  — директор Служби зовнішньої розвідки Російської Федерації
12. Меняйло Сергій Іванович — повноважний преставник Президента Росії в Сибірському федеральному окрузі.
13. Патрушев Микола Платонович — Секретар Ради Безпеки Російської Федерації
14. Чайка Юрій Якович — повноважний представник Президента РФ в Північно-Кавказькому федеральному окрузі
15. Цуканов Микола Миколайович — повноважний представник Президента РФ в Уральському федеральному окрузі
16. Щеголєв Ігор Олегович — повноважний представник Президента РФ в Центральному федеральному окрузі